# Котинга жовтоока
Котинга жовтоока (Cotinga maynana) — вид горобцеподібних птахів родини котингових (Cotingidae).

## Поширення
Вид поширений у Колумбії, Болівії, Бразилії, Еквадорі, Перу. Птах зустрічається у рівнинних дощових лісах та вторинних лісах, серед боліт.